# Tomolamia irrorata
Tomolamia irrorata là một loài bọ cánh cứng trong họ Cerambycidae.